# Cimitero militare tedesco del Passo Pordoi
Il cimitero militare tedesco del Passo Pordoi (in lingua tedesca Deutsche Kriegsgräberstätte Pordoi) è un cimitero che si trova al passo Pordoi sulle Dolomiti a 2.239 m di altitudine, ufficialmente aperto il 19 settembre 1959.
La struttura fu il risultato diretto dell'accordo sui cimiteri di guerra concluso tra il Reich tedesco e il Regno d'Italia nel 1937. La costruzione del monumento è iniziata nel 1937. Allo scoppio della Seconda Guerra Mondiale nel 1939, tuttavia, i lavori non erano ancora stati completati e furono quindi interrotti. I lavori furono ripresi nel 1956 e il monumento fu finalmente inaugurato il 19 settembre 1959.
L'edificio è a pianta ottagonale con una vasta cripta. In essa, la luce entra da tre strette nicchie su ciascuna delle pareti. Al centro si trova una ciotola in calcare a forma di conchiglia. Nella cripta riposano 8.582 morti austriaci e tedeschi della Prima guerra mondiale.
Un muro circolare alto cinque metri e con un diametro di 30 metri è stato costruito direttamente intorno alla cripta. Nella terra di un altro muro circolare esterno con un diametro di 54 metri, 849 morti della Seconda guerra mondiale riposano in un anello di terra largo 8,5 metri.
Nel suo aspetto complessivo, l'edificio è considerato un "'landmark' bellicoso" ed è stato caratterizzato come segue: "Come un possente castello per i morti, l'edificio centrale incarna il capitale simbolico nazionale del lutto e respira lo spirito necrofilo del silenzio maschile-militare insieme alla sua sovraformazione cristiana".